# Apanthuroides aldabrae
Apanthuroides aldabrae là một loài chân đều trong họ Anthuridae. Loài này được Kensley & Schotte miêu tả khoa học năm 2000.